# 蓬萊麗菊虎
蓬萊麗菊虎（学名：Themus (Themus）为菊虎科麗菊虎屬下的一个种。其种加词“formosanus”意为“台湾的”。